# 효순공주
효순공주(孝順公主, 1522년 음력 4월 2일 ~ 1538년)는 조선의 왕족이며, 중종과 문정왕후 윤씨의 소생으로, 명종의 친누나이기도 하다. 이름은 옥련(玉蓮)이다.

## 생애
1533년 증영의정(贈領議政) 구순(具淳)의 아들 능원위(綾原尉) 구사안(具思顔)에게 하가하였으나 난산으로 졸하였다. 구사안은 효순공주의 사후 국법을 어기고 다시 결혼하여 은권이 박탈되었다. 효순공주의 묘소는 경기도 남양주시 금곡동 군장에서 강원도 춘천시 남면 추곡리로 이장 되었다

## 가족 관계
왕가(王家 : 전주 이씨)
- 조부 : 제9대 성종대왕(成宗大王, 1457~1494, 재위 1469~1495)
- 조모 : 정현왕후 파평 윤씨(貞顯王后 坡平 尹氏, 1462~1530)
  - 아버지 : 제11대 중종대왕(中宗大王, 1488~1544, 재위 1506~1544)
  - 어머니 : 장경왕후 파평 윤씨(章敬王后 坡平 尹氏, 1491~1515)
    - 언니 : 효혜공주 옥하(孝惠公主 玉荷, 1511~1531)
    - 오빠 : 제12대 인종대왕(仁宗大王, 1515~1545, 재위 1544~1545)
    - 올케 : 인성왕후 반남 박씨(仁順王后 潘南 朴氏, 1514~1577)
- 외조부 : 파산부원군 정평공 윤지임(坡山府院君 靖平公 尹之任, 1475~1534)
- 외조모 : 전성부부인 전의 이씨(全城府夫人 全義 李氏, 1475~1511)
  - 친어머니 : 문정왕후 파평 윤씨(文定王后 坡平 尹氏, 1501~1565)
    - 언니 : 의혜공주 옥혜(懿惠公主 玉惠, 1521~1564)
    - 동생 : 경현공주 옥현(敬顯公主 玉賢, 1530~1584)
    - 동생 : 제13대 명종대왕(明宗大王, 1534~1567, 재위 1545~1567)
    - 올케 : 인순왕후 청송 심씨(仁順王后 靑松 沈氏, 1532~1575)
      - 조카 : 순회세자 부(順懷世子 暊, 1551~1563)
      - 질부 : 공회빈 무송 윤씨(恭懷嬪 茂松 尹氏, ?~1592)

    - 동생 : 인순공주(仁順公主, 1542~1545)

시가 능성 구씨(綾城 具氏)
- 시아버지 : 증 영의정 구순(贈 領議政 具淳)
- 시어머니 : 전주 이씨(全州 李氏)
  - 부마 : 능원군 구사안(綾原尉 具思顔)
    - 임신(1538) : 난산으로 사망
    - 장남(양자) : 구횡(具宖, 1562~?)

## 같이 보기
- 중종
- 문정왕후